# 도랑게
도랑게(학명: Geothelphusa dehaani 게오텔푸사 데하니[*])는 일본 고유종의 소형 게로 도랑게라는 이름은 깨끗한 물이 흐르는 계곡에 서식하는 것에서 유래했다. 다른 육지게와 달리 번식에 있어 바다를 필요로 하지 않는다는 점이 특징이다. 한국에서는 비단게로 부르는 경우도 있으나, 해당 이름을 가진 별개의 종이 따로 있다.

## 분포
일본 본토와 그 주변 섬들에 분포한다. 번식을 위해 바다로 이동할 필요가 없으므로 내륙 깊숙한 곳의 계곡에서도 발견된다. 2019년 경 한국의 나주시 인근에 Geothelphusa속의 개체군이 1만 여마리 발견되었으며, 정브르, 생물도감, 오브리더, 투곤 등의 유튜버에 의해 알려졌고, 이들은 유전적으로 도랑게와 매우 가깝다. 이들을 사와가니와 동일종으로 봐야할 지는 논의 중인 듯하다.

## 특성

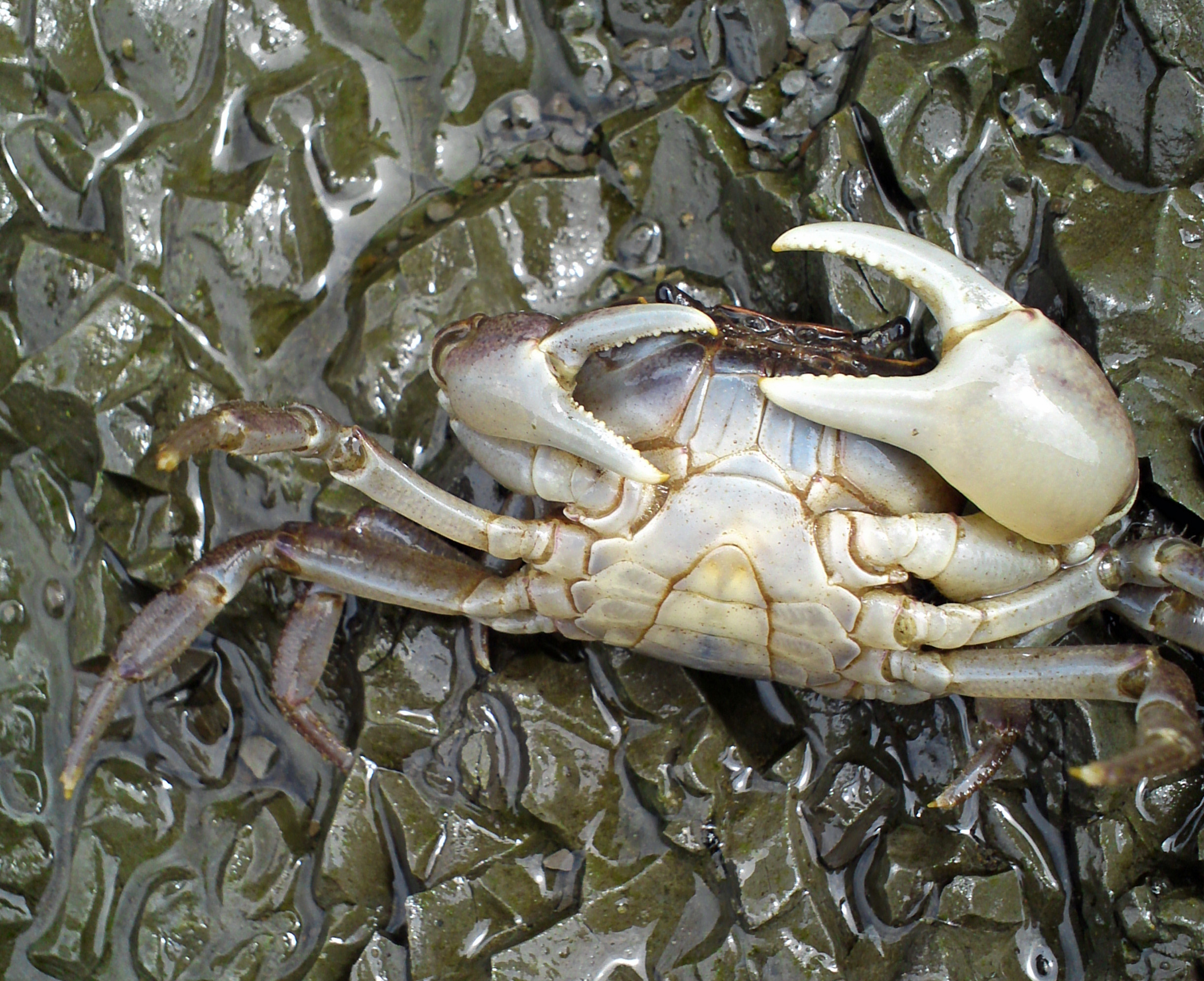
수컷의 복부

갑각너비는 20~30 mm이다. 갑각은 육각형이며 매끈하고 광택이 난다. 갑각은 주로 암갈색이지만 드물게 하늘색일 수 있다. 집게다리는 수컷의 경우 비대칭이며 한 쪽이 다른 쪽보다 2배 가까이 크다.
먹이는 저서무척추동물, 수서생물 사체, 물고기 치어, 조류 등이며 천적으로는 산천어, 섭금류, 왕도롱뇽 등이 있다. 야행성이며 낮에는 돌 아래에 숨어들지만 비가 오면 낮에도 활동하며, 강으로부터 멀리 나오기도 한다. 겨울이 되면 강 근처의 돌 아래에서 동면하며 5월 중순에 깨어난다. 짝짓기는 4월에서 7월 사이에 이루어지며 알이 부화할 때까지 한 달간 암컷이 복부에 품는다. 알은 2 mm 가량으로, 다른 게에 비해 그 크기가 크고 숫자 또한 50개 가량으로 적다. 유체는 알 내부에서 조에아와 메갈로파 단계를 거쳐 아성체로 부화한다. 아성체는 부화한 이후에도 얼마간 어미의 복부에서 생활한다. 유체가 플랑크톤 생활을 지내지 않기 때문에 다른 게와 달리 바다에 알을 풀지 않으며, 따라서 각 개체의 이동성이 낮아 지역별 유전적 차이가 큰 편이다.

## 이용
일본에서는 양식으로 길러지며 식용으로 쓰인다. 튀김과 조림이 주된 조리법이다. 폐흡충 2종의 중간 숙주이므로 생으로 혹은 설익혀 먹는 것은 위험하다.

## 사육
수명이 길고 게 특유의 뭐든지 먹는 식성, 해수에 의존하지 않는 생태 덕에 사육 난이도가 비교적 낮다. 사육상태에서는 비단이끼나 윌로모스 등을 그렇게 잘 뜯어먹는다고 한다. 모래와 흙, 자갈 등으로 바닥을 만들어줘야 하며 두께는 2 cm 정도로 얕아도 된다. 게가 충분히 잠길 만큼의 담수가 필요하며, 이때 수돗물을 사용할 경우 워터 컨디셔너를 써서 염소를 제거해야 한다. 받아놓고 하루 놔두어 염소가 빠져나가게 해도 된다. 깨끗한 수질이 유지되어야 하며 정수장치가 없을 경우 2-3일마다 물갈이를 해야한다. 산소공급기는 필수적이지 않다. 게가 물 밖으로 나올 수 있도록 유목과 바위 등을 배치하면 좋고, 은신처 또한 만들어줘야 한다. 먹이 그릇은 필수적이지 않지만, 두면 먹이가 여기저기 흩어지지 않으므로 사육장 관리에 용이하다. 탈주할 수가 있으므로 사육장의 뚜껑은 필수적이다. 온도 조절이 중요하며, 사육장이 햇볕에 직접 닿지 않게 해야 한다. 여름철에 수온이 올라갈 경우 아이스팩이나 얼음을 사육장 위에 두어야 한다. 수온이 28℃ 이상으로 올라갈 경우 게가 사망할 위험이 매우 크다. 한 사육장에 암수 한쌍 이상 합사하는 것은 권장되지 않는다. 먹이는 갑각류 먹이, 고기나 채소 조각 등 어느 것이든 먹지만 다양한 종류로 주는 것이 좋다. 도랑게는 섭식량이 매우 적으며 먹이의 양이 많으면 게가 먹고 남겨 사육장의 수질이 나빠질 수 있다. 남긴 먹이는 하루가 지나기 전에 제거해줘야 한다. 주기적으로 칼슘 보충제를 투입한다.